# Sint Philipsland
Sint Philipsland (51° 37′ N, 4° 10′ L) é uma cidade dos Países Baixos, na província de Zelândia. Sint Philipsland pertence ao município de Tholen, e está situada a 16 km, a noroeste de Bergen op Zoom.
Em 2001, a cidade de Sint Philipsland tinha 2002 habitantes. A área urbana da cidade é de 0.36 km², e tem 745 residências. 
A área de Sint Philipsland, que também inclui as partes periféricas da cidade, bem como a zona rural circundante, tem uma população estimada em 2150 habitantes.